# René Viénet
 (août 2013).
Si vous disposez d'ouvrages ou d'articles de référence ou si vous connaissez des sites web de qualité traitant du thème abordé ici, merci de compléter l'article en donnant les références utiles à sa vérifiabilité et en les liant à la section « Notes et références ».
René Viénet est un sinologue, cinéaste et éditeur français, né le 6 février 1944 au Havre. Il a vécu vingt ans en Chine et à Taïwan.

## Biographie
Élève du sinologue Jacques Pimpaneau, il travaille comme sinologue chercheur au CNRS durant les années 1970 ; il enseigne également le chinois à l'École polytechnique de 1974 à 1978.

## Politique
Critique du maoïsme, il est l'un des premiers, en France et dès 1967, à dénoncer ouvertement le totalitarisme chinois et sa révolution dite culturelle.

### Situationniste
Membre de l'Internationale situationniste de 1963 jusqu'en 1971, année de sa démission, il livre un article dans l'avant-dernier numéro de la revue (n° 11) après en avoir cosigné un dans le numéro 9.
Il signe l'analyse collective par l'Internationale situationniste (Guy Debord, Raoul Vaneigem, Mustapha Khayati et lui-même) du mouvement de grève de mai 1968, parue aux Éditions Gallimard dans la collection « Témoins » le 28 octobre 1968 sous le titre Enragés et situationnistes dans le mouvement des occupations.
Longtemps après cette époque, en 2004, il décrit le groupe de la revue comme une bande d'hédonistes humoristes mettant en œuvre une résistance au stalinisme qui alors dominait certains secteurs de l'intelligentsia.

## Cinéma
Dans les années 1970, s'inspirant de techniques cinématographiques popularisées par Guy Debord, il produit deux films selon le principe du détournement par la bande sonore ajoutée à un film existant, en l'occurrence pris dans le cinéma populaire : La Dialectique peut-elle casser des briques ? en 1973 ; et en 1974 Les Filles de Ka-ma-ré (ou Une petite culotte pour l'été). Dans le premier, il détourne les images d'un film d'aventures et d'arts martiaux. Dans le second, le même procédé est appliqué à un film érotique.
Il réalise ensuite les documentaires Chinois, encore un effort pour être révolutionnaires ! avec Ji Qing-ming, et Al Perreault, pseudonyme de Francis Deron, assistant réalisateur, film présenté à la Quinzaine des réalisateurs au Festival de Cannes en 1977 et Mao par lui-même, co dirigé par Wu Xing-ming et Francis Deron en 1977.

## Édition
Il a dirigé la « Bibliothèque asiatique » pour les éditions Champ libre et il a fondé une maison d'édition qui porte son nom, laquelle a publié une biographie d'Olympe de Gouges.
De 2007 à 2008, René Viénet a été directeur de la rédaction de la revue Monde chinois (des numéros 11 à 14), publiée par les éditions Choiseul. Il a été remplacé par Pascal Lorot.

## Publications
- Enragés et situationnistes dans le mouvement des occupations, en annexe : choix de textes, tracts et documents divers (novembre 1966 - mai 1968), Paris, Gallimard, Témoins, 1968[4].
- Préface à Simon Leys, Les Habits neufs du président Mao. Chronique de la Révolution culturelle, Paris, Éditions Champ libre, Bibliothèque asiatique, 1971.
- avec Bernard Marbot, Notes sur quelques photographies de la Chine au XIXe siècle à l'occasion de l'exposition La Chine entre le collodion humide et le gélatinobromure (Exposition, Bibliothèque nationale, Département des estampes et de la photographie, 1978), Paris, Centre de publication Asie orientale, 1978.

### Traduction
- Harold Robert Isaacs, La Tragédie de la Révolution chinoise (1925-1927) (de (en) The Tragedy of the Chinese revolution), Paris, Gallimard, « La suite des temps », 1967 ; 1979.

## Films
- 1971 : Du sang chez les taoïstes
- 1973 : La dialectique peut-elle casser des briques ?
- 1974 : Les Filles de Kamare
- 1975 : L'aubergine est farcie
- 1976 : Chinois, encore un effort pour être révolutionnaires !
- 1977 : Mao par lui-même

## Discographie
En 2022, il prête sa voix à Pascal Comelade sur son album Le Non-Sens du Rythme pour L'Orgie parisienne ou Paris se repeuple d'Arthur Rimbaud.